# Мирабаль Рейес, Минерва
Мария Аргентина Минерва Мирабаль Рейес (исп. María Argentina Minerva Mirabal Reyes; 12 марта 1927 — 25 ноября 1960) — доминиканская политическая активистка, третья из четырёх сестёр Мирабаль.

## Образование и ранний активизм
Минерва Мирабаль родилась в семье Энрике Мирабаля и Мерседес Рейес Камило Как и её старшие сестры, Минерва также получила по настоянию своей матери образование в Коллегии Непорочного Зачатия. Благодаря своему образованности Минерва и её сестры начали выступать против установившейся тогда в Доминиканской Республике репрессивной диктатуры Рафаэля Леонидаса Трухильо.
В возрасте 22 лет Минерву с семьёй пригласили на элитную вечеринку, где она подверглась сексуальным домогательствам со стороны Трухильо. Она отвергла их, из-за чего её посадили в тюрьму. Родители Минервы опасались, что её политическая активность в конечном итоге приведёт к её убийству, поэтому они не позволили ей поступить на юридический факультет. В результате она была заключена в доме своих родителей, где проводила время, рисуя и сочиняя стихи о несправедливости, которую она наблюдала в своей стране из-за установившейся диктатуры. Однако шесть лет спустя её родители изменили свою позицию, осознав, как она тяготит Минерву. Она была зачислена в Университет Санто-Доминго, который в итоге окончила с отличием. Минерва стала первой женщиной-выпускницей юридического факультета в Доминиканской Республике.

## Активизм
В условиях диктаторского режима Трухильо в Доминиканской Республике и среди доминиканцев, живших за границей, формировались группы сопротивления. Хотя большую часть их членов составляли мужчины, к ним также присоединялись во множестве и женщины. Среди них были и сёстры Мирабаль. Минерва и её муж Маноло были одними из первых членов движения сопротивления против Трухильо. В начале 1960-х годов они сформировали Движение 14 июня, которое было названо в честь даты неудавшегося восстания против правительства Трухильо, возглавляемого изгнанными из страны доминиканцами.
После создания этого движения произошли многочисленные аресты его деятелей, а также членов их семей. В итоге задержанные женщины, в том числе сёстры Мирабаль, были освобождены как знак снисхождения со стороны Трухильо. Но их мужья остались в заключении.

## Личная жизнь
Минерва вышла замуж за Мануэля Аурелио Тавареса Хусто (или Маноло), с которым она ходила в одну школу, а впоследствии повстречала во время своего отпуска в Харабакоа в 1954 году. Маноло также учился на юридическом факультете. Минерва родился от него после свадьбы двоих детей: Хосефину в ноябре 1955 года и Мануэля Энрике в январе 1960 года.
.

## Убийство
25 ноября 1960 года Минерва и две её сестры, Патрисия и Мария Тереса, вместе с их водителем были убиты сотрудниками тайной полицией Трухильо. В тот день сёстры Мирабаль возвращались домой после посещения своих мужей в тюрьме. Их остановили, на дороге, избили и задушили до смерти. Затем убийцы инсценировали автомобильную аварию, чтобы скрыть следы убийства. Деде, четвёртой сестре Мирабаль, не было с ними в момент их смерти. Убийство сестёр Мирабаль, получивших известность среди народа как «бабочки Мирабаль», послужило катализатором процесса, приведшего к падению режима Трухильо, которое случилось примерно через год после этого преступления. Причиной этого была их народная популярность. Их убийство считается одним из самых гнусных деяний, совершённых во время диктатуры Трухильо.

## Память
Сёстры Мирабаль стали символом жертв насилия над женщинами, широко распространённого в Латинской Америке. В 1981 году день их смерти был провозглашён днём борьбы с женским насилием. Организация Объединённых Наций также объявила 25 ноября Международным днём борьбы за ликвидацию насилия в отношении женщин.
Их история также легла в основу романа Хулии Альварес «Времена бабочек», написанного в 1994 году. В 2001 году по нему был снят одноимённый фильм.